# 永 (姓)
永（えい）は、漢姓の一つ。

## 中国の姓
2020年の中華人民共和国の統計では人数順の上位100姓に入っておらず、台湾の2018年の統計では394番目に多い姓で、284人がいる。

## 朝鮮の姓
永（えい、ヨン、朝: 영）は、朝鮮人の姓の一つである。

### 氏族
| 氏族（地域） | 創始者 | 割合 (%) （2000年） |
| ------------ | ------ | ------------------- |
| 平海永氏     |        |                     |
| 康翎永氏     |        |                     |

### 人口と割合
1930年度国勢調査の時初めてソウルで1世帯が発見された。
| 年度   | 人口  | 世帯数 | 順位         | 割合 |
| ------ | ----- | ------ | ------------ | ---- |
| 1930年 |       | 3世帯  |              |      |
| 1960年 | 171人 |        | 258姓中180位 |      |
| 1985年 | 359人 |        | 274姓中188位 |      |
| 2000年 |       |        |              |      |